# 猶太人鎮 (喬治亞州)
猶太人鎮（英語：Jewtown）是位於美國喬治亞州格林縣（Glynn County）的一個非建制地區。該地的面積和人口皆未知。

## 地理
猶太人鎮的座標為31°09′44″N 81°23′48″W / 31.16222°N 81.39667°W，而該地的平均海拔高度為4米（即13英尺）。